# سلفادور كانيلاس
سلفادور كانيلاس (بالإسبانية: Salvador Cañellas)‏ هو متسابق دراجات نارية إسباني معتزل. نافس في سباقات بطولة العالم لفئة 125 سي سي ولفئة 50 سي سي. بدأ المنافسة في بطولة العالم سنة 1968. أفضل موسم له كان موسم سنة 1970 عندما جاء في المركز الرابع في بطولة العالم لفئة 50 سي سي.

## روابط خارجية
- سلفادور كانيلاس على موقع eWRC-results.com (الإنجليزية)
- سلفادور كانيلاس على موقع MotoGP.com (الإنجليزية)